# 伊奥尔迪
伊奥尔迪（法語：Iholdy，法語發音：[i.ɔldi]）是法国大西洋比利牛斯省的一个市镇，属于巴约讷区。

## 地理
伊奥尔迪（43°16'55"N, 1°10'52"W）面积21.63 平方千米，位于法国新阿基坦大区大西洋比利牛斯省，该省份为法国东南部省份，涵盖了贝阿恩与北巴斯克，西临大西洋比斯開灣，北至朗德省，东北接热尔省，东临上比利牛斯省，南与西班牙接壤。
与伊奥尔迪接壤的市镇（或旧市镇、城区）包括：阿尔芒达里茨、埃莱特、伊里萨里、朗塔巴特、叙埃斯坎。

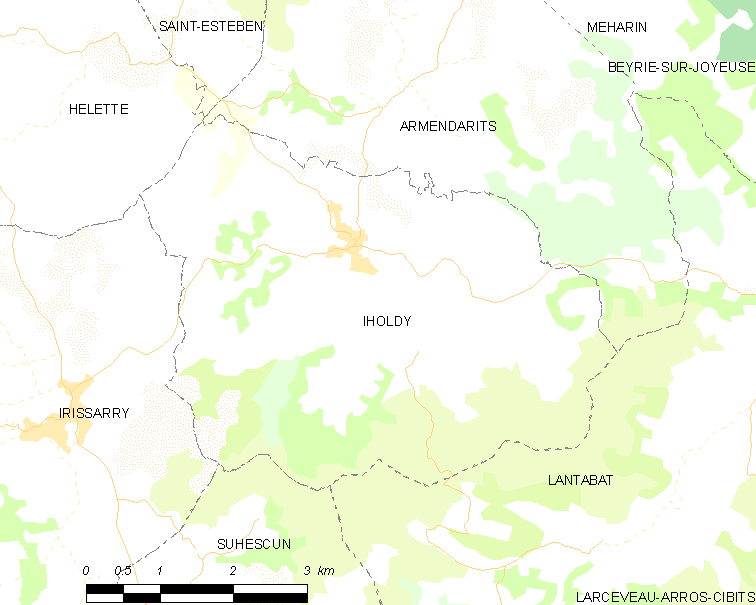
伊奥尔迪的OSM定位图

伊奥尔迪的时区为UTC+01:00、UTC+02:00（夏令时）。

## 行政
伊奥尔迪的邮政编码为64640，INSEE市镇编码为64271。

## 政治
伊奥尔迪所属的省级选区为比达什地区-阿米库塞-奥斯蒂巴尔县。

## 人口

1962-2008年间伊奥尔迪人口变化图示

伊奥尔迪于2022年1月1日时的人口数量为540人。